# TérTáncKoncert
TérTáncKoncert Fischer Iván és a Budapesti Fesztiválzenekar (BFZ) által kezdeményezett, a tolerancia és kölcsönös tisztelet jegyében rendezett esemény a Hősök terén.

## Történet
A BFZ a korábbi évtizedekben is számos szabadtéri, ingyenes koncertet adott. Emlékezetesek voltak többek között a Hősök terén korábban rendezett Budapesti Búcsú elnevezésű hangversenyek. Itt énekelték a délszláv háború idején harcban álló országok kórusai Beethoven 9. szimfóniáját. 2001-ben cigányzenészekkel játszott együtt a zenekar, 2007-ben pedig akár keringőzhetett is a teret megtöltő közönség.
2015-ben – négy év szünet után – a BFZ ismét a Hősök terére tervezett programot. Ez azonban a korábbi évektől eltérően, több és más volt egy nagy nyilvánosság előtt megrendezett hangversenynél. Több száz, többségében hátrányos helyzetben élő gyermeket invitáltak táncra. Az ország távoli településeire is eljutott az esemény vezető koreográfusa és egy helyi pedagógussal megismertette a tánc koreográfiáját. Helyi felkészülés után az általános iskolás fiatalok -mindössze- egy közös próba után kerültek a "nagyérdemű" elé. Az együttes így próbálja megvalósítani célkitűzéseit: 'Teret adnia a kreativitásnak, és mindenkivel megosztani a zene varázsát', remélve, hogy a fellépő gyerekek önbizalmát is pozitív irányban befolyásolják.
Az első TérTáncKoncert-en Mendelssohn Szentivánéji álom című kísérőzenéjére táncolhattak a gyerekek. A hangverseny vendége a Nyíregyházi Pro Musica Leánykar (Cantemus Kórus) volt.
2016-ban Stravinsky 1936-ban komponált és először 1937-ben bemutatott Kártyajáték (Jeu de cartes) című művére komponált közös tánc volt a fő attrakció. A többé-kevésbé BFZ-s zenészekből verbuválódott alkalmi együttesek[forrás?], argentin tangót, klezmer és erdélyi autentikus népzenét is előadtak. Ezt a sort egészítette ki a zenekari tagok kórusa, akik zenei kísérlet nélkül énekeltek el[forrás?] egy ortodox keresztény éneket Csendes fény címmel. A hangverseny zárószámaként részletek hangzottak el Dvorák 8. (G-dúr) szimfóniájából.
A 2016-ban részt vevő települések: Apátfalva, Berettyóújfalu, Bogád, Budapest, Bükkösd, Cserdi, Edelény, Hódmezővásárhely, Karcag, Kecskemét, Kisvárda, Miskolc, Ózd, Pécs, Piliscsaba, Szécsény, Téglás, Tiszaszalka, Zsámbék.
2017-ben Leonard Bernstein, West Side Story című musicaljének zenéjére táncoltak a gyerekek. A műsorban további két Bernstein mű is elhangzott: 
- On The Town musical - Times Square 1944 című tétele. Vezényelt: Farkas Róbert
- Candide musical - Nyitány